# Il giorno di Natale (Il giorno più banale)
Il giorno di Natale (Il giorno più banale) è un singolo di Marco Masini, scritto con Giuseppe Dati e Goffredo Orlandi, pubblicato in occasione del Natale '99.
Il brano è stato poi inserito nell'album Raccontami di te.
Inizialmente pubblicata col titolo Il giorno più banale, all'uscita dell'album venne cambiato ne Il giorno di Natale.

## Tracce
1. Il giorno di Natale (Il giorno più banale) - (4:34)
2. T'innamorerai - (5:09)
3. Disperato - (4:20)